# ATB
André Tanneberger, född 26 februari 1973 i Freiberg i Sachsen, mer känd under artistnamnet ATB, är en tysk dance-DJ, musiker och producent av elektronisk musik. Han har givit ut nio musikalbum var av flera har tagit sig in på den tyska topp tio-listan. ATB gjorde sitt genombrott 1998 med låten 9 PM (Till I Come), som steg till toppen på den brittiska topplistan och gjorde ATB världskänd.

## Karriär
André Tanneberger startade sin professionella musikkarriär 1993 som hjärnan bakom gruppen Sequential One tillsammans med Woody van Eyden, Spacekid och den belgiska fotomodellen/sångerskan Morpha. Bland Sequential Ones mest kända låtar finns "My Love Is Hot" och "Imagination". Gruppen upplöstes 2002.
1998 startade Tanneberger ett soloprojekt som han gav namnet ATB, vilket är en förkortning av hans för- och efternamn. Hans första låt som ATB var "9 PM (Till I Come)" som 1999 toppade den brittiska music chart-listan och blev den femte bäst säljande singeln i Storbritannien det året. Låten innehåller ett speciellt gitarr-riff som skulle bli ATB:s kännemärke på hans tidiga låtar.
ATB fortsatte att utveckla och ändra stil i varje album. Hans nuvarande stil involverar mer sång och mer varierade ljud samt pianon. Två till singlar gavs ut i Storbritannien: "Don't Stop" och "Killer", och fler i hemlandet och andra delar av världen, bland annat "Let U Go", "Ecstasy" och "The Fields of Love".

## Diskografi

### Album
Flera av albumen finns i flera olika versioner, bland annat limited edition-utgåvor.
| År   | Album             |
| ---- | ----------------- |
| 1999 | Movin Melodies    |
| 2000 | Two Worlds        |
| 2002 | Dedicated         |
| 2003 | Addicted to Music |
| 2004 | No Silence        |
| 2007 | Trilogy           |
| 2009 | Future Memories   |
| 2011 | Distant Earth     |

### Samlingsalbum
| År   | Album                                                |
| ---- | ---------------------------------------------------- |
| 2005 | Seven Years                                          |
| 2008 | ATB 1998-2008: The Definitive Greatest Hits & Videos |

### Mixskivor
ATB har givit ut album som discjockey där han mixar egna och andras låtar. Serien heter The DJ – In the Mix.
| År   | Album                 |
| ---- | --------------------- |
| 2003 | The DJ – In the Mix   |
| 2004 | The DJ 2 – In the Mix |
| 2006 | The DJ 3 – In the Mix |
| 2007 | The DJ 4 – In the Mix |
| 2010 | The DJ 5 – In the Mix |
| 2011 | The DJ 6 – In the Mix |

### Singlar
Tanneberger har givit ut 22 singlar under namnet ATB.